# Jacques Maugein
Jacques Maugein est un homme politique français né le 11 juillet 1934 à Soulac-sur-Mer (Gironde)

## Biographie
Professeur de physique au lycée technique du cours de la Marne à Bordeaux (futur lycée Gustave Eiffel), il est un des animateurs de la Convention des institutions républicaines (CIR).
Il se présente sans succès aux élections municipales dans le Blayais[Quand ?] puis aux élections législatives en tant que suppléant de Roland Dumas à Bordeaux[Quand ?]. Il est investi candidat aux élections législatives de 1967 sur la 10e circonscription de la Gironde (Blayais) contre le député sortant de droite, Gérard Deliaune, réputé indétrônable. Cette investiture, qui écarte la candidature du jeune Philippe Madrelle est prise au titre d'un prétendu accord entre la SFIO et les conventionnels du CIR, par René Cassagne. Contre toute attente, il est élu député mais ne survivra pas à la dissolution de 1968. Il était inscrit à la Fédération de la gauche démocrate et socialiste (FGDS).
Il adhère ensuite au Parti socialiste puis est élu conseiller général du canton de Saint-André-de-Cubzac en mars 1976. Aux élections de mars 1977, il devint maire de Saint-André-de-Cubzac. Il le reste jusqu'en mars 2008. Il est alors élu conseiller régional en 1979, jusqu’en 1982. Vice-président du Conseil général de la Gironde de 1982 à 1985 puis de 1988 à 2001, il occupe ensuite le poste de questeur du Conseil Général depuis 2001.
Il est de 1977 à 1995 président de l’Association des maires du canton. Enfin, il est président du syndicat intercommunal d’adduction d’eau et d’assainissement du Cubzadais-Fronsadais depuis 1977. Il est président délégué de la Commission Locale d'Information Nucléaire (CLIN) auprès du Centre Nucléaire de Production d'Électricité du Blayais.

## Fonctions
- Maire de Saint-André-de-Cubzac, de 1977 à 2008
- Président de l’Association des maires du canton de 1977 à 1995
- Conseiller régional de l'Aquitaine de 1979 à 1982
- Président du syndicat intercommunal d’adduction d’eau et d’assainissement du Cubzadais-Fronsadais depuis 1977
- Conseiller général de la Gironde depuis 1976 et questeur du conseil général (Parti socialiste) depuis 2001
- Député FGDS de la Gironde de 1967 à 1968

### Sources
- Alain Anziani, Cent ans de socialisme en Gironde, éditions du Populaire girondin, Bordeaux, 1999.